# Tatiana Pigareva
Tatiana Pigareva (Pigariova) (en ruso Татья́на Ива́новна Пигарёва; 10 de septiembre de 1965 en Moscú) es una hispanista de Rusia, doctora en Filología, crítica literaria e historiadora del arte rusa, escritora, periodista y conferenciante. Gestora cultural del Instituto Cervantes de Moscú (desde 2002). Desde septiembre de 2022 es coordinadora general del Instituto Cervantes de la capital rusa.

## Biografía
Hija de Ivan Pigarev, fisiólogo ruso, creador de la teoría visceral del sueño,tataranieto del poeta Fiódor Tiútchev.
En 1987 se graduó en Filología Románica en la Facultad de Filología de la Universidad Estatal de Moscú. Сompletó su formación con la carrera de Historia del Arte en la Universidad Estatal de Humanidades de Moscú.
Cursó estudios de posgrado en el Departamento de Literatura Extranjera de la Universidad Estatal de Moscú. En 2002 defendió su tesis doctoral Jorge Guillén. Poética del tiempo y del espacio.
Profesora titular de historia de la literatura universal en la Escuela Superior de Teatro Shchukin. Ha contribuido de forma importante al desarrollo de los estudios hispánicos en la Federación de Rusia y a las relaciones culturales hispano-rusas.

## Periodismo
Trabajó en la redacción del diario El País (de 1990 a 1995) y fue corresponsal acreditada en Moscú de la revista Tiempo (España). También ha colaborado con Diario 16, Página 30 (Argentina), y, como productora, con la cadena de televisión catalana TV3. 
Autora de numerosos reportajes periodísticos en español y en ruso sobre temas de política, sociedad y cultura.
En Rusia colaboró con las revistas Voyage, Domovoy, GEO y con los medios socioculturales Rabkor.ru y Colta.ru entre otros. Ha participado repetidamente en calidad de experta en el programa Nabliudátel (El observador) del canal de televisión Rusia – Cultura.

## Relaciones hispano-rusas
Representante de la asociación hispano-soviética Alsov en Moscú, creada con participación del Instituto de Cinematografía de España, y coordinadora del centro cultural español inaugurado en la sala de cine Khudozhestvenny durante los años 1991-1993.
Coautora del guion y productora en Rusia del documental Elena Dyakonova, GALA (2001, dirigido por Silvia Munt). Comisaria de jornadas de cine ruso en las salas Renoir de Madrid, y organizadora de cástines en Rusia para películas españolas.
Colaboró con las Asociaciones rusas de Escritores, Artistas y Cineastas en la organización de eventos con participación española, así como con la Embajada de España en Rusia y con Embajadas de la práctica totalidad de América Latina.
Ha comisariado y co-comisariado distintas exposiciones, entre las que cabe mencionar Obras maestras de la Galería Tretiakov de Moscú (Fundación BBVA, 1999-2000, Madrid y Bilbao) y Memoria rusa de España. Alberto y El Quijote de Kózintsev(SECC, Sociedad Estatal de Conmemoraciones Culturales, 2005-2006, Córdoba, Albacete, Zaragoza, Toledo) aparte de varias decenas de proyectos, realizados en Rusia. 
Ha participado en festivales, ferias y congresos internacionales, como el festival literario La Risa de Bilbao: Humor y totalitarismo, diálogo entre el comediante Albert Boadella y la hispanista Tatiana Pigariova (Bilbao, 2011), y ha representado a Rusia en las ferias del libro de Turín y Madrid (2012, 2013).
Desde 2002 está al frente del área de cultura del Instituto Cervantes de Moscú. Ha organizado y participado en la realización de más de 2.500 eventos culturales. Desde septiembre de 2022 es coordinadora general (directora en funciones) del Instituto Cervantes de la capital rusa.
En 2015 le fue concedida la nacionalidad española, por carta de naturaleza (Real Decreto 192/2015), en atención a las circunstancias excepcionales reunidas en su trayectoria profesional en la promoción de la cultura y civilización españolas en Rusia y el fomento de los lazos culturales hispano-rusos.
Se dedica a la divulgación sobre temas de arte español y europeo, colaborando con museos y proyectos educativos rusos y en diversas ciudades españolas y europeas. Ha sido conferenciante invitada en la Escuela Diplomática del Ministerio de Asuntos Exteriores de España, en el Museo Ruso de Málaga, la Alhambra de Granada o en el Círculo de Bellas Artes de Madrid.

## Libros y monografías
En 2001, la editorial Laertes publicó su libro en español Autobiografía de Moscú. Colección privada de historias urbanas.

El mejor libro sobre Moscú que he leído jamás. Este libro es como un grandioso proyecto de la era de Stalin, esta vez llevado a término.
Manuel Vázquez Montalbán

.

Tatiana es autora de la Autobiografía de Moscú, un libro absolutamente necesario para todo aquel que viene a esta ciudad.
 Javier Cercas

Autobiografía de Moscú está incluido en la lista de los 100 mejores libros sobre Moscú.
En 2011, publica en ruso Madrid, guía cultural de la editorial Afisha (donde dos años después se publicaría España de la que también sería coautora). Premio Moscú-Media a la mejor publicación en el marco del Año Cultural España-Rusia.

En 2022, la editorial Slovo publicó su libro EspañA: desde la E hasta la A.
Según el editor,

El libro de Tatiana Pigareva, una de las hispanistas más destacadas de Rusia, parece una obra de teatro sobre España en nueve actos. Se trata de un espectáculo fascinante, compuesto por diversas escenas de la vida española y de la convivencia de la autora con España. El nacimiento del Museo del Prado, la búsqueda de retratos de Cervantes, Las Meninas de Velázquez, las penurias de la Guerra Civil, el arte de vanguardia de la época franquista, los mundos de Dalí y Almodóvar. Y en los entreactos, a modo de entremés, la autora nos cuenta recuerdos propios y curiosidades sobre la cultura. En las historias de Tatiana, lo personal está indisolublemente ligado a lo profesional, porque España se convirtió en su vida, llena de milagros inesperados que transforman el tiempo y el espacio.

## Otras publicaciones
Autora de numerosos artículos en ediciones rusas sobre temas de cultura española, desde la obra de Cervantes y el lenguaje poético de la generación del 27, hasta vanguardia catalana y las interpretaciones del Guernica de Picasso, entre ellos:
- España y Rusia: siglo XX publicado en el catálogo de la exposición Imágenes de España. Arte ruso se los siglos XIX-XX en el Museo Estatal de Bellas Artes Pushkin, Moscú, 2023

- Almodóvar en Moscú y Paraíso perdido: Almodóvar y Andy Warhol. Los abrazos rotos publicados en  Almodóvar, Podpisniye Izdaniya. Moscú, 2021 (primer libro en ruso sobre la obra de Pedro Almodóvar).

- El pintor llamado Cervantes y un emperador romano publicado en España. Libro de los hallazgos. Visión rusa,[11] Tzentr Knigui Rudominó e Instituto Cervantes, Moscú, 2021.

- Retrato auténtico de Cervantes: cuatro siglos de búsquedas y mistificaciones publicado en Novelas ejemplares de Miguel de Cervantes, edición académica en ruso de la serie Monumentos literarios, Ladomir, Nauka, Moscú, 2020.

Coordinadora de la serie hispánica editada por Tzentr Knigui Rudominó en colaboración con el Instituto Cervantes en los años 2010-2021, proyecto del cual fue una de las impulsoras. Se publicaron 17 libros, incluyendo traducciones de Calderón de la Barca, Carmen Laforet, Federico García Lorca, antologías Motivos españoles en la poesía rusa del siglo XX (2011), Cuadrado español. Cuatro obras del siglo XXI'. Antología de teatro contemporáneo español en ruso (2012), Rusos en España (2 vol. 2012, 2017), España. Libro de los hallazgos. Visión rusa (2021), entre otros.

## Artículos en español
- El Guernica de Pablo Picasso: Velázquez, Goya, Balzac y la Guerra. Un ensayo de lectura interdisciplinar publicado en Relaciones hispano-soviéticas durante la guerra civil española, Aspecto Press Ltd., Moscú, 2021

- Apuntes históricos sobre el Don Quijote de Kozintsev: interdiscursividad barroca del mito transfigurado publicado en El telón rasgado'. El Quijote como puente cultural con el mundo soviético y postsoviético, Universidad de Navarra, Pamplona, 2015

- El Quijote versus 1957: las aventuras de un ingenioso hidalgo en el país de los soviets publicado en el catálogo de la exposición Memoria rusa de España. Alberto y El Quijote de Kózintsev, SECC, Madrid, 2005

- Teatro ruso moderno. Punto final, puente onírico, eco nostálgico, prólogo publicado en Teatro ruso contemporáneo, ADE, Madrid,1996

- La imagen de Europa en Rusia, revista Erasmus de la Universidad Complutense, Madrid,1992

- Equivalencias. Revista Internacional de Poesía, número monográfico sobre la poesía rusa contemporánea, 1991 (selección de textos, traducción, notas bibliográficas)

## Traducciones
- Fragmentos de los ensayos y títulos de los aguafuertes de Salvador Dalí para el proyecto expositivo y para el catálogo de la exposición Los Caprichos: Goya y Dalí en el Museo de Bellas Artes Pushkin de Moscú (2017)

- Manifiestos de la vanguardia catalana publicado en Cultura catalana. Historia y modernidad, MGU, Moscú, 1994

- José Ortega y Gasset. Sobre el punto de vista en el arte publicado en José Ortega y Gasset. Estética y filosofía de la cultura, Iskusstvo, Moscú, 1991

- Ensayos y manifiestos de Salvador Dalí, Decorativnoe Iskusstvo, Moscú, 1989

- Poemas de los poetas argentinos Rafael Felipe Oteriño,[13] Guillermo Bondo, Jorge Ricardo Aulicino, Noni Benegas y Santiago Sylvester, Mundo de la poesía, Moscú, 1988

- Poemas de Maria Mercè Marçal, Mundo de la poesía, Moscú, 1988